# Craticulina diffusa
Craticulina diffusa är en tvåvingeart som beskrevs av Villeneuve 1934. Craticulina diffusa ingår i släktet Craticulina och familjen köttflugor. Inga underarter finns listade i Catalogue of Life.